# People 4 Soil
People 4 Soil (Kurzform für: People for Soil, Schreibweise auch: People4Soil) ist ein Netz von mehr als 300 europäischen NGOs, Forschungsinstituten, Bauernverbänden und Umweltschutzgruppen, das sich für den Bodenschutz einsetzen. Es wirkt darauf hin, dass die Europäische Kommission den Boden zu einem gemeinnützigen Gut erklärt. People 4 Soil wurde von der italienischen Umweltorganisation Legambiente initiiert und wurde am 5. Dezember 2015 der Öffentlichkeit vorgestellt.
Die Organisation will damit eine Bodenschutzrahmenrichtlinie wieder aufleben lassen, die die Europäische Kommission im Jahr 2014 zurückgezogen hatte.
Am 27. Juli 2016 hat die Europäische Kommission People 4 Soil als Europäische Bürgerinitiative (EBI) anerkannt. Die formale Registrierung findet am 12. September 2016 statt.
Das Netzwerk will ab September 2016 innerhalb eines Jahres eine Million Unterschriften aus mindestens sieben verschiedenen EU-Mitgliedstaaten sammeln. Falls das gelingt, hat die Kommission die Aufgabe, innerhalb von drei Monaten zu reagieren. Die Kommission kann entscheiden, der Aufforderung zu folgen oder ihr nicht zu folgen.

## Forderung des Netzwerks
People 4 Soil schlägt der EU-Kommission vor, „Boden als gemeinsames Erbe anzuerkennen, das ein EU-Schutzniveau benötigt und einen verbindlichen Rechtsrahmen zu entwickeln, der die wichtigsten Gefahren für den Boden berücksichtigt.“

## Im Netz zusammengeschlossene NGOs (Auszug)
- WWF
- Greenpeace
- Naturfreunde
- Nabu
- Deutscher Naturschutzring (DNR)
- BUND

Weitere Mitglieder des Netzwerks: